# Калінінградське підземне сховище
Калінінградське підземне сховище – підземне сховище газу на заході Росії, у Калінінградській області.
Сховище створили на глибині біля 1100 метрів у пластах кам’яної солі, що вирізняє його серед усіх інших російських об’єктів того ж призначення. 
В 2013-му ввели в дію перші два підземні резервуари, які здатні приймати 70 млн м3 газу. В 2017-му стали до ладу ще два резервуари, що довело загальний об’єм сховища до 156 (за іншими даними – 174) млн м3. 
Сполучення із газотранспортною системою забезпечує перемичка завдовжки 26 км, яка підключена до трубопроводу Калінінград – Краснознаменськ. Крім того, з 2019-го ця ж перемичка отримала сполучення із Калінінградським терміналом ЗПГ.